# Yana Sekste
Yana Sekste (født 6. april 1980 i Riga, lettiske SSR, Sovjetunionen) er en lettisk skuespiller. 